# The Summer Tic EP
A The Summer Tic EP a Paramore egyik EP-je amit a 2006-os Warped Tour alatt árultak, hogy támogassák az előző albumukat, az All We Know Is Falling-ot. Az album címe a Stuck on You című szám egyik sorából ered.

## Számok listája
1. Emergency (Crab Mix)
2. Oh, Star (Full Band Version)
3. Stuck on You (Failure Cover)
4. This Circle

A "Crab Mix" (Rák Mix) Zac Farro-ra utal, mert pingpongozás közben "úgy mozog mint egy rák".

## Külső hivatkozások
- Fueled by Ramen webbolt
- A The Summer Tic EP a MusicBrainz-en